# 애니멀 롤플레이

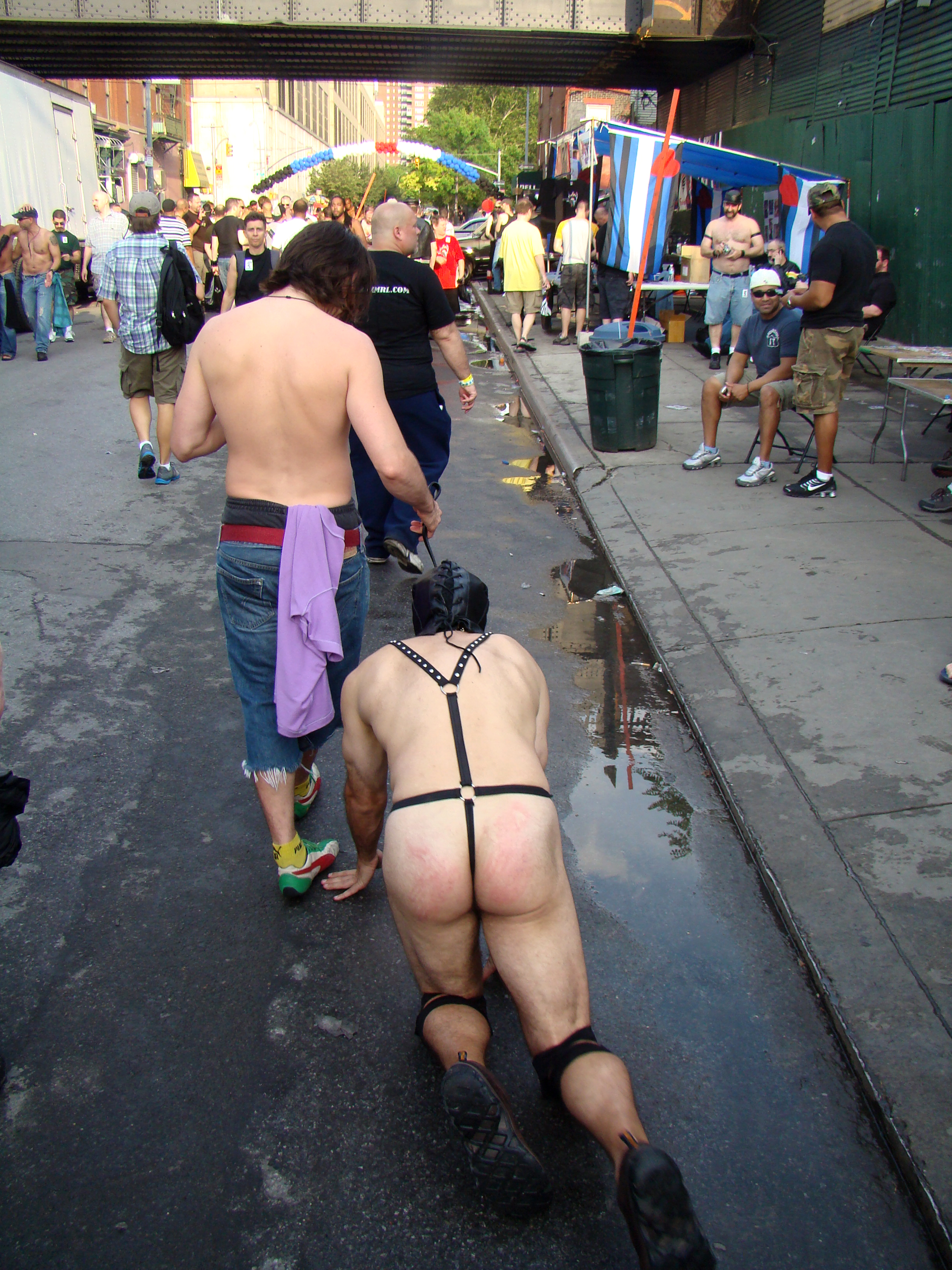
폴솜 스트리트 페어에서 애완동물과 같이 기어다니는 남성. 개 목줄을 사용하고 있다.

애니멀 롤플레이(animal roleplay)는 적어도 한 명의 참가자가 인간이 아닌 동물의 역할을 연기하는 성적 역할극의 한 형태이다. 대부분의 역할극 형태와 마찬가지로 놀이와 심리극에도 사용된다.
동물 역할극은 BDSM 상황에서도 발견될 수 있는데, 여기서 개인은 동물처럼 취급되어 지배적/복종적 관계에 참여할 수 있다. 이 활동은 흔히 펫플레이(petplay)라고 불린다. 그러나 BDSM의 모든 유형의 동물 역할극이 애완동물 놀이인 것은 아니며 BDSM의 모든 애완동물 놀이가 동물로서의 역할극을 포함하는 것은 아니다. 일부는 원초적 놀이라고 할 수 있다.

## 같이 보기
- 인간 가구
- 성적 역할극
- 동물성애